# Alplochschlucht

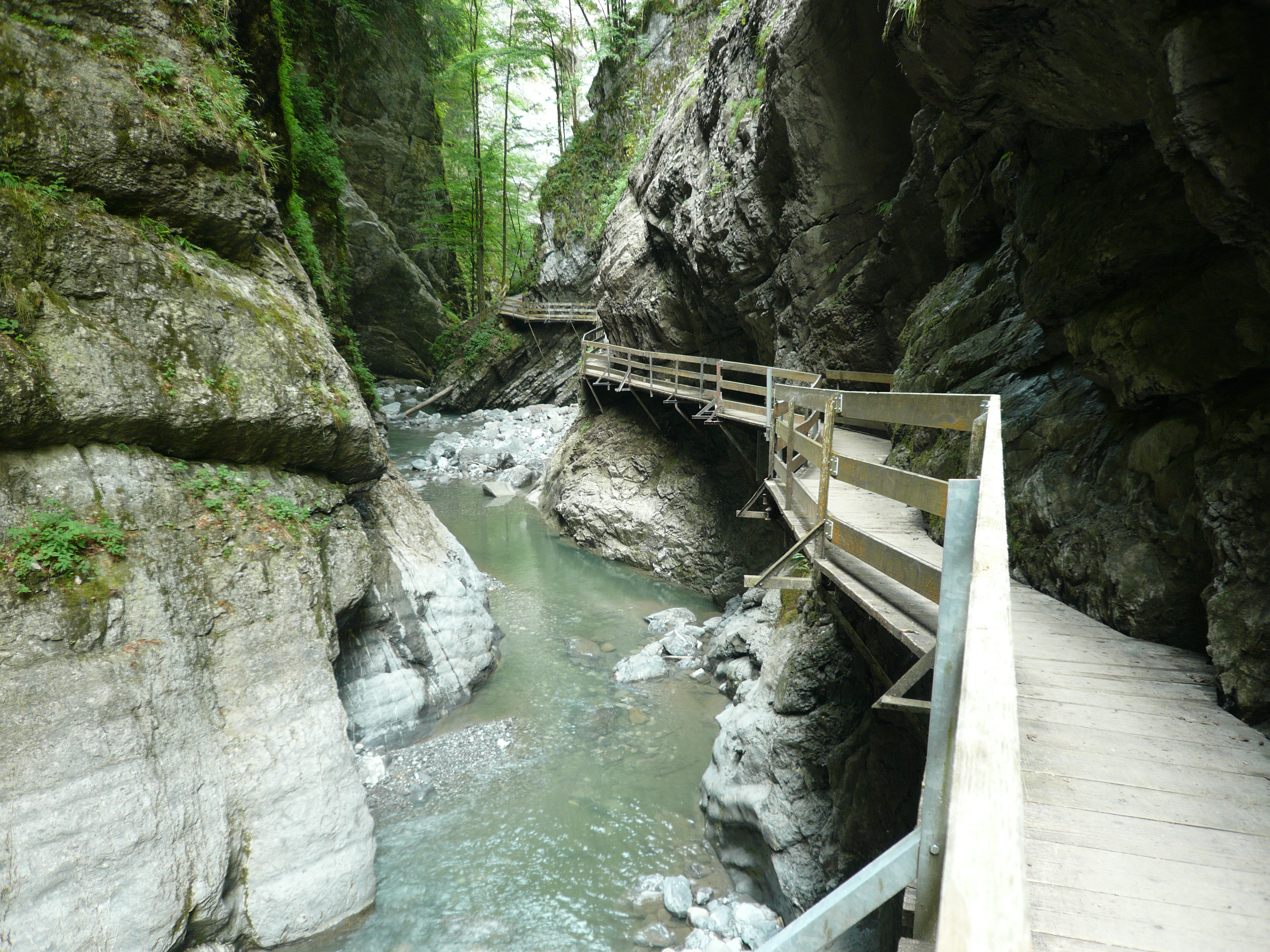
Die Alplochschlucht

Die Alplochschlucht (oft auch abgekürzt als Alploch bezeichnet) ist eine natürliche Schlucht im Ebniter Tal im Gebiet der österreichischen Stadt Dornbirn in Vorarlberg. Sie wurde durch einen Gebirgsdurchbruch der Dornbirner Ach gebildet und wird von dieser noch immer durchflossen. Die Schlucht ist auf einem Holzsteg für Fußgänger durchgehend passierbar.
Im Mündungsbereich der Alplochschlucht befindet sich das Kraftwerk Ebensand mit dem Staufensee-Stausee. Anschließend daran fließt die Dornbirner Ach erneut durch eine markante Schlucht, die Rappenlochschlucht. Die beiden Schluchten werden oft miteinander in Verbindung gebracht, da beide touristisch erschlossen und begehbar sind und in unmittelbarer Nähe zueinander liegen, wenngleich die Rappenlochschlucht die Bekanntere von beiden Schluchten ist.
Etwa eine halbe Gehstunde entfernt befindet sich eine weitere, trockene Klamm, das Kirchle.